# Leopoldo Andrea Guadagni
Leopoldo Andrea Guadagni (Firenze, 21 novembre 1705 – Pisa, 6 marzo 1785) è stato un giurista italiano.

## Biografia
Nacque a Firenze nel 1705 da Pietro Egidio, medico di fama appartenente a una famiglia toscana originaria dell'aretino, e da Anna Maria Palmer, gentildonna inglese.
Leopoldo Andrea Guadagni fu discepolo di Giuseppe Averani all'Università di Pisa. A Pisa tenne la cattedra di diritto romano. Tra i suoi studenti ebbe Francesco Foggi.

## Opere
- De florentino Pandectarum exemplari, 1751.
- Institutionum liber I, cum adnotationibus, 1758.
- Exercitationes in ius civile , 3 voll., 1766.